# Rotrückensaki
Der Rotrückensaki (Chiropotes chiropotes) ist eine Primatenart aus der Gruppe der Neuweltaffen (Platyrrhini). Er galt ehemals als Unterart des Satansaffen, ist aber heute weiter verbreitet und häufiger als dieser.

## Merkmale
Rotrückensakis haben ein dichtes, kurzes Fell. Dieses ist überwiegend schwarz, nur die Schultern und der Rücken sind rötlichbraun gefärbt. Der Kopf ist bei erwachsenen Tieren durch den Haarschopf und den langen Bart an der Kehle charakterisiert. Der Schwanz ist sehr lang und buschig und kann nicht als Greifschwanz eingesetzt werden. Diese Tiere erreichen eine Kopfrumpflänge von 32 bis 48 Zentimeter, der Schwanz misst 37 bis 46 Zentimeter und das Gewicht beträgt 2,6 bis 3,2 Kilogramm.

## Verbreitung und Lebensraum

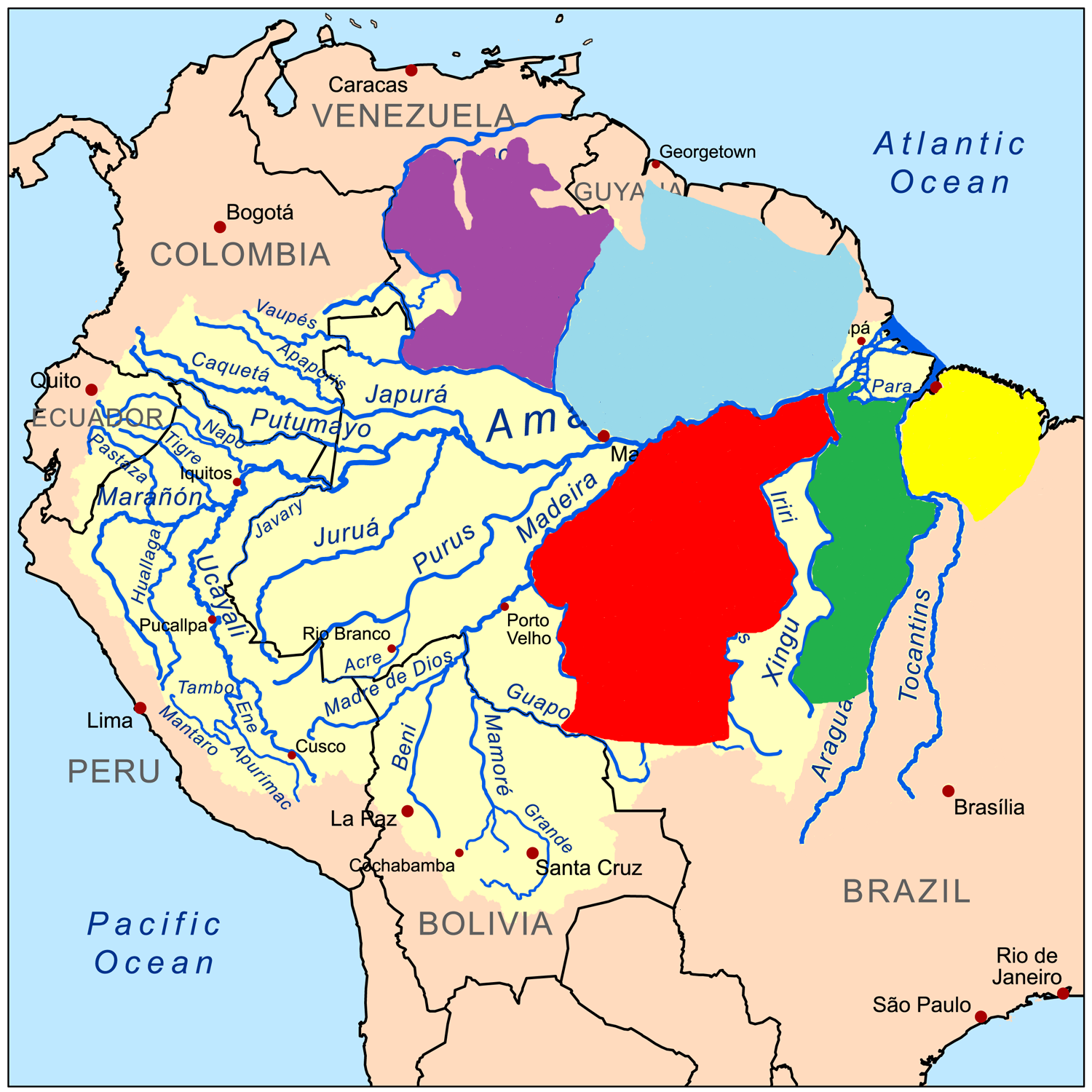
Die Verbreitungsgebiete der fünf Bartsakiarten:
Violett – Rotrückensaki,
rot – Weißnasensaki,
hellblau – Guayana-Rotrückensaki,
gelb – Satansaffe,
grün – Uta-Hick-Saki.

Rotrückensakis sind im nördlichen Südamerika beheimatet. Ihr Verbreitungsgebiet wird im Norden durch den Orinoko, im Osten durch den Rio Branco und im Süden durch den Rio Negro begrenzt und umfasst damit in etwa die venezolanischen Bundesstaaten Amazonas und Bolívar, den brasilianischen Bundesstaat Roraima und den Norden von Amazonas. Lebensraum des Rotrückensakis sind Wälder, vorwiegend tropische Regenwälder.

## Lebensweise
Rotrückensakis sind tagaktiv und halten sich meist in den Bäumen in der oberen Kronenschicht auf. Sie bewegen sich meist auf allen vieren fort, bei der Nahrungssuche hängen sie manchmal nur an den Hinterbeinen. Diese Primaten leben in Gruppen von bis zu 40 Tieren, die sich aus mehreren erwachsenen Männchen und Weibchen samt dem gemeinsamen Nachwuchs zusammensetzen. Diese Gruppen teilen sich während der Nahrungssuche in kleinere Untergruppen auf, um zur Nachtruhe wieder zusammenzukommen (Fission-Fusion-Organisation). Sie ernähren sich in erster Linie von hartschaligen Früchten und Samen.
Nach rund fünfmonatiger Tragzeit bringt das Weibchen am Beginn der Regenzeit ein einzelnes Jungtier zur Welt.

## Systematik
Der Rotrückensaki wurde 1812 durch den deutschen Naturforscher Alexander von Humboldt als Simia chiropotes beschrieben. Im Jahr 2003 wurden die Rotrückensakis östlich des Rio Branco von der Art abgetrennt, da sie sich sowohl von der Fellfarbe als auch genetisch vom Rotrückensaki unterscheiden. Für sie wurde der 1823 durch den deutschen Naturwissenschaftler Johann Baptist von Spix vergebene Name Chiropotes israelita wiederbelebt. Da die Typusexemplare von Chiropotes israelita jedoch von Nebenflüssen nordöstlich des Rio Negro und westlich des Rio Branco stammen, steht der Name Chiropotes israelita nicht für die Rotrückensaki östlich des Rio Branco zur Verfügung und der korrekte Name für den Guayana-Rotrückensaki ist heute Chiropotes sagulatus, während Chiropotes israelita ein Synonym von Chiropotes chiropotes ist.

## Gefährdung
Rotrückensakis werden manchmal wegen ihres Fleisches bejagt, insgesamt ist die Art jedoch weit verbreitet und häufig, sie zählt laut IUCN nicht zu den bedrohten Arten. In Europa wird die Art in zoologischen Gärten in Paris, Colchester und Belfast (Europäische Erstzucht) gepflegt.
Ehemalige deutsche Halter sind die Zoos von Köln und Duisburg.